# ديميتار ياكيموف
ديميتار ياكيموف (بالبلغارية: Димитър Якимов)‏ (12 أغسطس 1941 في جمهورية مقدونيا - ) هو لاعب كرة قدم بلغاري في مركز الهجوم، شارك في كأس العالم 1962 وكأس العالم 1970 والألعاب الأولمبية الصيفية 1960 وكأس العالم 1966. وشارك مع منتخب بلغاريا لكرة القدم. أما مع النوادي، فقد لعب مع سسكا صوفيا وسبتمفري صوفيا.

## وصلات خارجية
- ديميتار ياكيموف على موقع الاتحاد الدولي (مؤرشف)  (الإنجليزية)
- ديميتار ياكيموف على موقع الاتحاد الأوربي (الإنجليزية)
- ديميتار ياكيموف على موقع قاعدة بيانات كرة القدم.إي يو (الإنجليزية)
- ديميتار ياكيموف على موقع ناشيونال فوتبول تيمز (الإنجليزية)
- ديميتار ياكيموف على موقع أوليمبيديا (الإنجليزية)